# Hans Pirkner
Pour les articles homonymes, voir Pirkner.
Johann « Hans » Pirkner est un footballeur autrichien né le 25 mars 1946 à Vienne et mort le 26 février 2025. Il est actif entre 1965 et 1980.

## Sélections
- 20 sélections et 4 buts avec l'équipe d'Autriche de 1969 à 1978[2].